# Supercopa dos Países Baixos de 2014
A Supercopa dos Países Baixos 2014 foi a 25ª edição do torneio, disputada em partida única entre o Campeão Neerlandês 2013–14 (Ajax) e o Campeão da Copa dos Países Baixos 2013–14 (Zwolle).

## Participantes
| Equipe | Classificação                             |
| ------ | ----------------------------------------- |
| Ajax   | Campeão Eredivisie de 2013–14             |
| Zwolle | Campeão Copa dos Países Baixos de 2013–14 |

## Partida
| 3 de agosto de 2014 | Zwolle      | 1 – 0 | Ajax | Amsterdam Arena, Amsterdam                  |
| 18:00               | Nijland 55' |       |      | Público: 42 000 Árbitro: NED Danny Makkelie |

| Zwolle | Ajax |

| ZWOLLE:        |    |                     |     |     |
|                |    |                     |     |     |
| G              | 1  | Diederik Boer       |     |     |
| LD             | 2  | Bram van Polen      | 52' |     |
| Z              | 15 | Trent Sainsbury     |     |     |
| Z              | 14 | Joost Broerse       |     |     |
| LE             | 5  | Bart van Hintum     | 83' |     |
| M              | 22 | Kamohelo Mokotjo    |     |     |
| M              | 23 | Ben Rienstra        | 54' |     |
| M              | 6  | Mustafa Saymak      |     |     |
| M              | 11 | Jesper Drost        |     |     |
| M              | 30 | Ryan Thomas         |     | 62' |
| A              | 10 | Stef Nijland        |     | 68' |
| Substituições: |    |                     |     |     |
| A              | 8  | Thanasis Karagounis |     | 62' |
| A              | 9  | Nikolaos Ioannidis  |     | 68' |
| Treinador:     |    |                     |     |     |
| Ron Jans       |    |                     |     |     |

| AJAX:          |    |                     |       |     |
|                |    |                     |       |     |
| G              | 1  | Kenneth Vermeer     |       |     |
| LD             | 29 | Ruben Ligeon        |       |     |
| Z              | 6  | Mike van der Hoorn  |       |     |
| Z              | 4  | Niklas Moisander    | 45+1' |     |
| LE             | 5  | Nicolai Boilesen    |       |     |
| V              | 26 | Nick Viergever      |       | 39' |
| M              | 10 | Davy Klaassen       |       |     |
| M              | 16 | Lucas Andersen      |       |     |
| A              | 20 | Lasse Schöne        |       |     |
| A              | 19 | Arkadiusz Milik     |       | 82' |
| A              | 11 | Ricardo Kishna      |       | 59' |
| Substituições: |    |                     |       |     |
| M              | 25 | Thulani Serero      |       | 39' |
| A              | 21 | Anwar El Ghazi      |       | 59' |
| A              | 9  | Kolbeinn Sigþórsson |       | 82' |
| Treinador:     |    |                     |       |     |
| Frank de Boer  |    |                     |       |     |

## Campeão
| Campeão da Supercopa dos Países Baixos de 2014 |
| ---------------------------------------------- |
| ZWOLLE 1° titulo                               |